# Marzena Machałek
Marzena Anna Machałek z domu Pałka (ur. 29 sierpnia 1960 we Wrocławiu) – polska polityk i nauczycielka. Posłanka na Sejm V, VI, VII, VIII, IX i X kadencji, w latach 2017–2023 sekretarz stanu w resortach odpowiedzialnych za edukację.

## Życiorys
Ukończyła studia z zakresu filologii polskiej na Uniwersytecie Wrocławskim w 1992, a także studia podyplomowe – z nadzoru pedagogicznego w Wałbrzyskiej Wyższej Szkole Zarządzania i Przedsiębiorczości w 2005 oraz z organizacji i zarządzania w Gnieźnieńskiej Wyższej Szkole Humanistyczno-Menedżerskiej „Milenium” w 2006. Pracowała jako nauczycielka w szkole podstawowej.
W wyborach samorządowych w 1998 uzyskała mandat radnej Kamiennej Góry z listy Akcji Wyborczej Solidarność. W latach 1998–2002 pełniła funkcję zastępcy burmistrza tego miasta. W wyborach samorządowych w 2002 bezskutecznie ubiegała się o urząd burmistrza Kamiennej Góry, została natomiast radną miejską. W 2005 bezskutecznie kandydowała do Sejmu. W 2006 została powołana na stanowisko dolnośląskiego wicekuratora oświaty. W tym samym roku wybrano ją na radną Sejmiku Województwa Dolnośląskiego; zrezygnowała z zasiadania w tym gremium wkrótce po złożeniu ślubowania. W grudniu 2006 objęła mandat posłanki V kadencji (w miejsce Jana Zubowskiego, który został wybrany na prezydenta Głogowa).
W wyborach parlamentarnych w 2007 po raz drugi uzyskała mandat poselski z listy Prawa i Sprawiedliwości, otrzymując w okręgu legnickim 11 109 głosów. W wyborach do Sejmu w 2011 z powodzeniem ubiegała się o reelekcję, dostała 11 812 głosów. Bezskutecznie kandydowała w wyborach do Parlamentu Europejskiego w 2014.
W wyborach w 2015 została ponownie wybrana do Sejmu, otrzymując 14 608 głosów. 10 marca 2017 została powołana na stanowisko sekretarza stanu w Ministerstwie Edukacji Narodowej (od stycznia 2021 w Ministerstwie Edukacji i Nauki). Sprawowała także funkcję przewodniczącej rady Fundacji Rozwoju Systemu Edukacji.
W wyborach parlamentarnych w 2019 ponownie uzyskała poselską reelekcję, zdobywając 22 481 głosów. W wyborach w 2023 utrzymała mandat na kolejną kadencję, zdobywając 18 363 głosy. W grudniu tego samego roku zakończyła pełnienie funkcji wiceministra.

## Wyróżnienia
W 2009 otrzymała tytuł honorowego obywatela Jeleniej Góry.